# Nopcsaspondylus
Nopcsaspondylus là một chi khủng long, được Apesteguía mô tả khoa học năm 2007.